# 順天朴氏
順天朴氏是韓國的一個姓氏，屬於韓國的本貫（指氏族的發源地或主要居住地），發祥地為全羅南道順天市，其始祖為後百濟開國君王鑑煥的女婿朴英規。
朴氏是韓國的大姓之一，而順天是朴氏的一個本貫地。 在韓國，本貫制度用來區分同姓氏但不同家族的族群，以避免混淆。 因此，順天朴氏是指源自於順天地區的朴氏家族。
1. ↑  , 2025-06-18  [2025-08-15] （中文（臺灣））
2. ↑  , 2025-06-18  [2025-08-15] （中文（臺灣））